# Crosbyarachne silvestris
Crosbyarachne silvestris is een spinnensoort in de taxonomische indeling van de hangmatspinnen (Linyphiidae).
Het dier behoort tot het geslacht Crosbyarachne. De wetenschappelijke naam van de soort werd voor het eerst geldig gepubliceerd in 1973 door Georgescu.